# Hipco
Le hipco, également appelé HipCo ou co, est un genre de hip-hop ayant émergé au Liberia. Il est décrit par The Guardian comme le « style musical unique du Liberia » utilisant « un langage vernaculaire et des messages politiques. »

## Histoire
Le rap et la musique pop sont également interprétés dans les langues indigènes à travers le pays, et une génération d'artistes a créé son propre style de rap libérien appelé Hipco (ou co). Le hipco est généralement interprété en anglais libérien ou dans la langue vernaculaire locale, en utilisant le style de communication avec lequel les Libériens s'expriment et communiquent entre eux. Le Hipco évolue dans les années 1980 et a toujours eu une orientation sociale et politique. Dans les années 1990, il continue à se développer pendant les guerres civiles et constitue désormais un signe distinctif de la culture libérienne,. La musique hipco devient populaire en 2000. En 2017, il s'agissait du genre musical le plus populaire au Liberia, « servant de support aux rappeurs pour dénoncer les maux de la société, notamment l'injustice et la corruption. »
Le « co » dans le nom du genre est un raccourci du dialecte libérien Kolokwa, que, selon le Washington Post, « les classes populaires libériennes improvisent depuis le début du 19e siècle, mélangeant l'anglais apporté par 19 000 anciens esclaves avec des mots d'une quinzaine de langues indigènes pour obtenir un patois à la sonorité douce. Le kolokwa est une langue orale à 99 % — il n'existe pas encore un seul livre complet dans ce dialecte — et il est pratiquement incompréhensible pour l'oreille américaine. Au Liberia, l'élite culturelle l'a longtemps considéré comme une langue de bas étage. C'est pourquoi, lorsque les artistes de Hipco injectent quelques bribes de Kolokwa dans des paroles par ailleurs en anglais, leurs paroles ont une portée politique,. » Selon le Washington Post, « le Hipco est au Liberia ce que le jazz est aux États-Unis. » En 2017, l'historien libérien C. Patrick Burrows déclare : « Nous sommes à l'aube d'une renaissance. » En 2020, Takun J, DenG, Sundaygar Dearboy, Tan Tan, Soul Smiter, Odemz et Amaze enregistrent la chanson hipco Sanitize. Les artistes sortent la chanson afin de sensibiliser le public au problème du Covid-19 et d'encourager les Libériens à adopter de bonnes pratiques d'hygiène.

## Artistes
Parmi les artistes Hipco les plus en vue figurent Takun J, Christoph the Change et Bucky Raw,,.
L'UNICEF a travaillé avec des artistes hipco pour publier des chansons hipco sur la prévention d'Ebola, dont plusieurs sont devenues populaires à la radio dans le pays en 2014. Les Liberia Music Awards ont une catégorie artiste hipco de l'année, tout comme les Liberian Entertainment Awards.